# Cricotopus absurdus
Cricotopus absurdus är en insektsart som först beskrevs av Johannsen 1905. Cricotopus absurdus ingår i släktet Cricotopus, och familjen fjädermyggor. Inga underarter finns listade i Catalogue of Life.